# Ruaudin
Ruaudin est une commune française, située dans le département de la Sarthe en région Pays de la Loire, peuplée de 3 492 habitants (les Ruaudinois).
La commune fait partie de la province historique du Maine, et se situe dans le Haut-Maine (Maine roux).

## Géographie
La commune est à 7 km au sud-est du Mans, proche du circuit des 24 Heures du Mans.
| Le Mans  | Changé            | Changé, Parigné-l'Évêque |
| Le Mans  | Ruaudin           | Parigné-l'Évêque         |
| Mulsanne | Mulsanne, Teloché | Brette-les-Pins          |

### Climat
Pour des articles plus généraux, voir Climat des Pays de la Loire et Climat de la Sarthe.
En 2010, le climat de la commune est de type climat océanique dégradé des plaines du Centre et du Nord, selon une étude du CNRS s'appuyant sur une série de données couvrant la période 1971-2000. En 2020, Météo-France publie une typologie des climats de la France métropolitaine dans laquelle la commune est dans une zone de transition entre le climat océanique et le climat océanique altéré et est dans la région climatique  Moyenne vallée de la Loire, caractérisée par une bonne insolation (1 850 h/an) et un été peu pluvieux. 
Pour la période 1971-2000, la température annuelle moyenne est de 11,2 °C, avec une amplitude thermique annuelle de 14,3 °C. Le cumul annuel moyen de précipitations est de 680 mm, avec 11,4 jours de précipitations en janvier et 6,7 jours en juillet. Pour la période 1991-2020, la température moyenne annuelle observée sur la station météorologique de Météo-France la plus proche, sur la commune du Mans à 8 km à vol d'oiseau, est de 12,4 °C et le cumul annuel moyen de précipitations est de 693,4 mm,. Pour l'avenir, les paramètres climatiques de la commune estimés pour 2050 selon différents scénarios d'émission de gaz à effet de serre sont consultables sur un site dédié publié par Météo-France en novembre 2022.

## Urbanisme

### Typologie
Au 1er janvier 2024, Ruaudin est catégorisée bourg rural, selon la nouvelle grille communale de densité à sept niveaux définie par l'Insee en 2022.
Elle appartient à l'unité urbaine du Mans, une agglomération intra-départementale regroupant 19  communes, dont elle est une commune de la banlieue,,. Par ailleurs la commune fait partie de l'aire d'attraction du Mans, dont elle est une commune de la couronne,. Cette aire, qui regroupe 144 communes, est catégorisée dans les aires de 200 000 à moins de 700 000 habitants,.

### Occupation des sols
L'occupation des sols de la commune, telle qu'elle ressort de la base de données européenne d’occupation biophysique des sols Corine Land Cover (CLC), est marquée par l'importance des territoires agricoles (56,9 % en 2018), en diminution par rapport à 1990 (61,5 %). La répartition détaillée en 2018 est la suivante : 
prairies (37,4 %), forêts (28,2 %), zones agricoles hétérogènes (16 %), zones urbanisées (11,6 %), terres arables (3,5 %), zones industrielles ou commerciales et réseaux de communication (3 %), milieux à végétation arbustive et/ou herbacée (0,2 %), espaces verts artificialisés, non agricoles (0,1 %). L'évolution de l’occupation des sols de la commune et de ses infrastructures peut être observée sur les différentes représentations cartographiques du territoire : la carte de Cassini (XVIIIe siècle), la carte d'état-major (1820-1866) et les cartes ou photos aériennes de l'IGN pour la période actuelle (1950 à aujourd'hui).

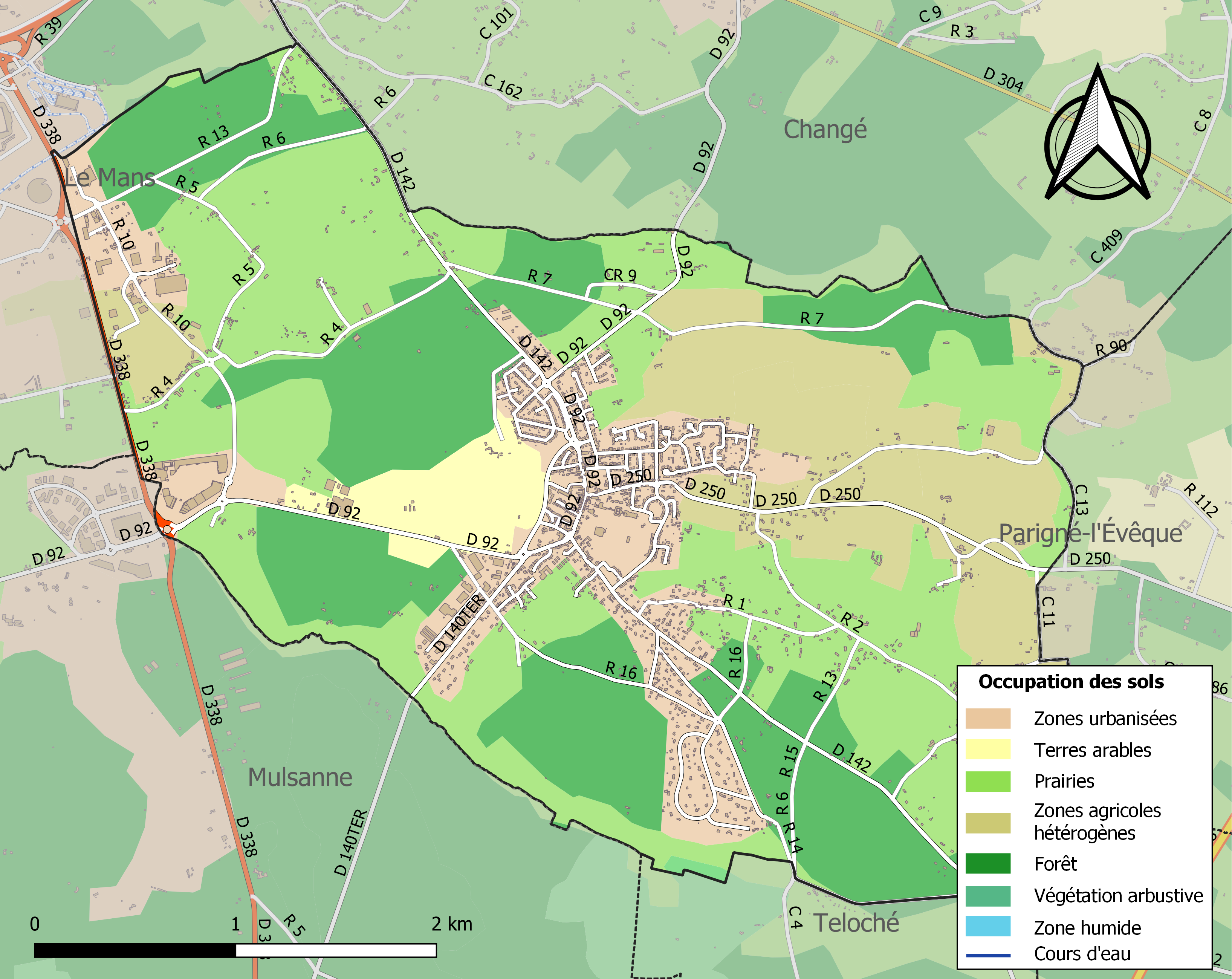
Carte des infrastructures et de l'occupation des sols de la commune en 2018 (CLC).

## Toponymie
Ruaudin a vu sa dénomination modifiée au fil des siècles. Le nom de la localité est attesté sous les formes  Post Ruauden vers 1175, Ruaudein en 1199, Ruaudayn en 1236, de Ruadeno en 1250, de Ruaden en 1316 et de Vicodano en 1373. Plusieurs origines sont conjecturées, pour la plupart attribuées à un anthroponyme germanique ou dérivé. Charles Rostaing avance Rug-wald→Ruaud, ou encore Audin précédé de ru, « ruisseau », tandis qu'Ernest Nègre, suivant Marie-Thérèse Morlet, propose quant à lui Ruodini ou Ruadinus.

## Histoire
Ruaudin est une ancienne paroisse du diocèse du Mans. Saint Pierre est le patron de la ville. La commune est perçue comme district du Mans en 1787 et devient finalement en l'an X le 3e canton du Mans, après avoir appartenu au canton de Parigné-l'Évêque en l'an III.
Actuellement, Ruaudin fait partie du canton du Mans-Sud-Est et de l'arrondissement du Mans.

## Politique et administration
| Période                                  | Période                  | Identité          | Étiquette | Qualité                                                        |
| ---------------------------------------- | ------------------------ | ----------------- | --------- | -------------------------------------------------------------- |
| avant 1960                               | janvier 1967 (démission) | Léon Batteux      |           |                                                                |
| janvier 1967                             | mars 1977                | Daniel Regoin     |           | Régleur à la RNUR                                              |
| mars 1977                                | mars 2001                | Louis Freslon     | DVG       | Cadre technico-commercial du bâtiment, maire honoraire         |
| mars 2001                                | avril 2005 (démission)   | Guy Chevance      | PS        | Agent technique Philips                                        |
| mai 2005                                 | mars 2014                | Alain Delafoy     | PS        | Retraité des travaux publics                                   |
| mars 2014                                | mai 2020                 | Samuel Chevallier | UDI-DVD   | Chef d'entreprise Conseiller départemental d'Écommoy (2015 → ) |
| mai 2020                                 | En cours                 | Carole Heulot     | SE-DVD    | Première adjointe (2014 → 2020)                                |
| Les données manquantes sont à compléter. |                          |                   |           |                                                                |

Le conseil municipal est composé de vingt-trois membres dont le maire et six adjoints.

## Démographie
L'évolution du nombre d'habitants est connue à travers les recensements de la population effectués dans la commune depuis 1793. Pour les communes de moins de 10 000 habitants, une enquête de recensement portant sur toute la population est réalisée tous les cinq ans, les populations de référence des années intermédiaires étant quant à elles estimées par interpolation ou extrapolation. Pour la commune, le premier recensement exhaustif entrant dans le cadre du nouveau dispositif a été réalisé en 2006.
En 2022, la commune comptait 3 492 habitants, en évolution de +2,65 % par rapport à 2016 (Sarthe : −0,25 %, France hors Mayotte : +2,11 %).
| 1793 | 1800 | 1806 | 1821 | 1831 | 1836 | 1841 | 1846 | 1851 |
| ---- | ---- | ---- | ---- | ---- | ---- | ---- | ---- | ---- |
| 553  | 608  | 601  | 764  | 845  | 907  | 933  | 912  | 954  |

| 1856 | 1861 | 1866 | 1872 | 1876 | 1881 | 1886 | 1891 | 1896 |
| ---- | ---- | ---- | ---- | ---- | ---- | ---- | ---- | ---- |
| 940  | 915  | 940  | 883  | 841  | 865  | 805  | 833  | 823  |

| 1901 | 1906 | 1911 | 1921 | 1926 | 1931 | 1936 | 1946 | 1954 |
| ---- | ---- | ---- | ---- | ---- | ---- | ---- | ---- | ---- |
| 825  | 824  | 753  | 697  | 775  | 862  | 751  | 854  | 972  |

| 1962  | 1968  | 1975  | 1982  | 1990  | 1999  | 2006  | 2011  | 2016  |
| ----- | ----- | ----- | ----- | ----- | ----- | ----- | ----- | ----- |
| 1 131 | 1 290 | 1 553 | 2 047 | 2 579 | 2 862 | 3 348 | 3 347 | 3 402 |

| 2021  | 2022  | - | - | - | - | - | - | - |
| ----- | ----- | - | - | - | - | - | - | - |
| 3 514 | 3 492 | - | - | - | - | - | - | - |

## Économie
Une zone d'activité commerciale de 28 000 m2, Family Village, est créée en avril 2007.

## Lieux et monuments
- Église Saint-Pierre, du XVIIe, XIXe et début du XXe siècle.

## Activité, labels et manifestations

### Labels
La commune est une ville fleurie (deux fleurs) au concours des villes et villages fleuris.

### Jumelages
- Uggiate-Trevano (Italie) depuis 2013.

### Sports
La Jeunesse sportive de Ruaudin basket existe depuis les années 1980, association phare du canton car elle est le premier club en nombre de licenciés[réf. nécessaire], le club dispose de vingt équipes avec une équipe masculine en régionale 1 et une équipe senior féminine montée en nationale 3 en 2015, situation exceptionnelle pour un village de 3 000 habitants avec aussi une équipe réserve qui évolue en régionale 3. De plus, l"équipe U15 féminine du club évolue en championnat de France grâce à une coopération avec le club de Coulaines.
L'Avenir sportif de Ruaudin fait évoluer trois équipes de football ainsi qu'une équipe de football à 7 en divisions de district.
Divers autres sports se pratiquent dans la commune, le tennis, le tennis de table, le judo…

### Manifestations
De nombreux événements se succèdent dans cette petite ville. Le 13 juillet, une retraite aux flambeaux est suivie d'un feu d'artifice et d'un bal populaire dans la cour de l'école primaire Fernand-Bouttier. Le dernier week-end de septembre a lieu un vide-greniers et  Halloween est célébré le 31 octobre. Le carnaval des écoles se déroule courant février et la fête foraine et le défilé du carnaval, courant mars. La fête de la musique est organisée le week-end du 21 juin suivie fin juin de  la kermesse des écoles primaire et maternelle.